# Infantilismo

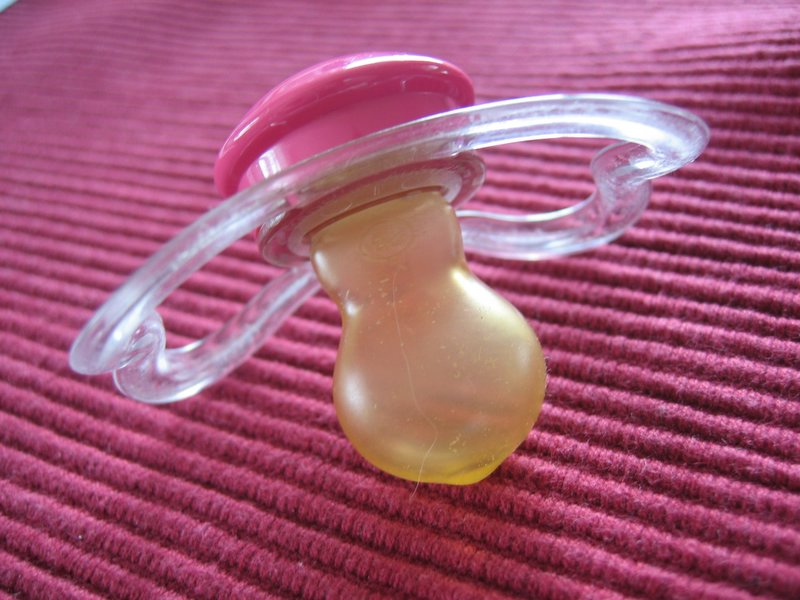
A chupeta é um dos objetos mais apreciados pelos infantilistas

Infantilismo pode ser uma psicopatologia ou uma parafilia, consistindo no desejo ou excitação do indivíduo ao ser tratado como criança ou bebê, usando fraldas e outros acessórios infantis. Também pode ser conhecido como anacletismo ou autonepiofilia.
Não deve ser confundido com pedofilia, pois sua prática não envolve sexo com crianças, mas sim o desejo de ser uma. Em geral, os infantilistas têm prazer em sentir-se como bebês, usando para tal objetos deste universo, como chupetas e mamadeiras, entre outros. Esta experiência consiste também em alguns casos em ser tratado como bebê ou criança, envolvendo a participação de outra pessoa, que faz o papel da figura adulta.

## Etiologia
Ocorre em adultos e crianças. A maioria dos casos está relacionada a traumas de infância ou falta de afeto e atenção, quando da presença de um recém-nascido (comumente chamado de regressão).

## Sintomas
Nos momentos em que se dedica a tal prática o infantilista geralmente apresenta os seguinte hábitos:
- Veste-se como recém-nascido;
- Age como tal, em palavras e emoções;
- Muita dificuldade em falar sobre o assunto.